# Giovanni Senzani
Giovanni Senzani (Forlì, 21 novembre 1942) è un ex brigatista italiano.
Esponente di primo piano della formazione terroristica Brigate Rosse, prese parte al rapimento  del giovane Roberto Peci, colpevole di essere fratello di un "pentito", che egli "interrogò" per settimane e di cui filmò l'esecuzione. Anche se non ufficialmente dissociato, ha preso poi le distanze dal passato e ha finito di scontare la pena nel 2010. Si è inoltre dichiarato pentito per l'omicidio Peci.

## Biografia
Criminologo e docente, fu consulente del Ministero di grazia e giustizia ed ebbe incarichi universitari a Firenze e a Siena. Visse per anni una doppia vita, lavorando per il ministero e operando ai vertici delle Brigate Rosse. A Roma, negli anni Settanta, abitava in un appartamento che condivideva con un informatore dei servizi segreti. Senzani era sposato con Anna Fenzi, sorella di Enrico, ed è poi rimasto vedovo. Ha due figlie e dei nipoti.

### Attività terroristica
Entrò per la prima volta in una indagine sulle Brigate Rosse nel settembre del 1978, per una telefonata fatta a un docente universitario, medico chirurgo presso l'ospedale San Martino di Genova, sospettato di connivenza con il gruppo eversivo. In questa telefonata Senzani chiedeva notizie delle condizioni di salute di un brigatista in carcere, rimasto ferito durante un'azione condotta in quei giorni a Torino. L'episodio dimostrò che a quel tempo Senzani era già in contatto diretto con la colonna genovese delle BR. In realtà, si sospetta che Senzani appartenesse già alle BR mentre era in corso il sequestro di Aldo Moro, di cui sarebbe stato una delle menti operative.
Per quella telefonata, venne arrestato una prima volta nel marzo 1979, ma rilasciato dopo soli tre giorni. Appena liberato, entrò in clandestinità scalando velocemente posizioni all'interno dell'organizzazione terrorista, fino a diventarne uno degli esponenti di massimo potere, al fianco di Mario Moretti. Insieme, i due progettano e portano a compimento il sequestro di Giovanni D'Urso, direttore dell'ufficio terzo della direzione generale degli istituti di prevenzione e pena, che è anche una delle ultime azioni unitarie delle BR prima della frammentazione in più sigle.
Dopo l'arresto nell'aprile 1981 di Moretti e di Enrico Fenzi, cognato dello stesso Senzani, è proprio lui ad assumere la direzione unitaria dell'organizzazione. In tale ruolo, accentua la spinta movimentista e l'attenzione al mondo carcerario. Nel dicembre 1981, con la fondazione del Partito della Guerriglia, attua la frattura con l'ala militarista delle BR.

### Ambiguità e sospetti
Considerato "il capo più ambiguo e sanguinario delle Brigate Rosse", sotto la sua leadership ricade anche l'episodio del sequestro, dell'interrogatorio e dell'esecuzione di Roberto Peci, fratello di Patrizio Peci, primo brigatista pentito. L'interrogatorio, eseguito personalmente da lui stesso, e l'esecuzione con 11 proiettili, furono filmati.
Venne arrestato il 9 gennaio 1982 a Roma, dove vengono trovate prove delle sue frequentazioni presso la scuola di lingue parigina Hyperion, probabilmente un centro di spionaggio e controspionaggio internazionale, utilizzata da vari servizi segreti. Altre teorie considerano Hyperion una centrale di coordinamento del terrorismo internazionale o una stanza di compensazione per i servizi segreti dei blocchi opposti della guerra fredda. 

### Eventi successivi
Il 29 gennaio del 1999, dopo aver scontato 17 anni di carcere, ottiene la semilibertà.
Tornato a Firenze, cura il coordinamento editoriale della casa editrice Edizioni della Battaglia.
Dopo 5 anni di libertà condizionale, è definitivamente libero dal febbraio del 2010.
Il 25 ottobre 2010 dichiara di aver abbandonato la politica, ma non le sue idee di sinistra.

## Controversie
Nel 2001 suscitò alcune polemiche l'impiego dell'ex brigatista al Centro di documentazione Cultura della legalità democratica attraverso una convenzione tra l'associazione di volontariato Pantagruel e la Regione Toscana. 

## Influenza culturale
Alla storia del sequestro e omicidio di Roberto Peci è stato dedicato il film documentario L'infame e suo fratello di Luigi Maria Perotti, in cui il pentito Roberto Buzzatti, carceriere di Roberto, ha spiegato le ragioni di quell'atto, scrivendo una lettera a Ida Peci, sorella di Patrizio e Roberto.
Nel 2022 il giornalista Mario Di Vito ha pubblicato con l'editore Laterza "Colpirne uno. Ritratto di famiglia con Brigate Rosse." Mario Mandrelli, il magistrato che segue le indagini e porta a processo i brigatisti responsabili dell'omicidio, è il nonno dell'autore.  E "attraverso le carte giudiziarie, i giornali dell’epoca, gli appunti finali, i ricordi e i diari di famiglia, emerge il racconto di un episodio di storia italiana e delle sue ombre che si nascondono dietro ogni angolo, malgrado le apparenze."